# Martinsville (Illinois)
Martinsville é uma cidade localizada no estado americano de Illinois, no Condado de Clark.

## Demografia
Segundo o censo americano de 2000, a sua população era de 1225 habitantes.
Em 2006, foi estimada uma população de 1230, um aumento de 5 (0.4%).

## Geografia
De acordo com o United States Census Bureau tem uma área de
5,4 km², dos quais 5,3 km² cobertos por terra e 0,1 km² cobertos por água.

## Localidades na vizinhança
O diagrama seguinte representa as localidades num raio de 24 km ao redor de Martinsville.